# Markovo, Kamnik
Markovo este o localitate din comuna Kamnik, Slovenia, cu o populație de 174 de locuitori.